# Icko Iben
Icko Iben, Jr. (Champaing, 27 de junho de 1931 – 11 de junho de 2025) foi um astrônomo estadunidense. Foi Distinguished Professor da Universidade de Illinois em Urbana-Champaign.

## Carreira
Iben obteve um PhD na Universidade de Illinois em 1958. É mais conhecido por suas contribuições a modelos teóricos de estrelas, teoria da evolução estelar, concernendo a produção de nebulosas planetárias, convecção de elementos pesados em gigantes vermelhas, e modelagem de pulsos térmicos no ramo assintótico.
Recebeu o Henry Norris Russell Lectureship de 1989 e a Medalha Eddington de 1990.

## Morte
Iben morreu em 11 de junho de 2025, aos 93 anos.